# Kauko Laasonen
Kauko Markus Laasonen (* 8. Januar 1951 in Kesälahti) ist ein finnischer Bogenschütze.
Laasonen, der für Porin Jousiampujat startete, nahm an den Olympischen Spielen 1976 in Montréal teil und belegte im Einzelwettbewerb den 20. Platz. Zweimal wurde er mit der Mannschaft Weltmeisterschafts-Dritter; 1975 auch im Einzel. Sein Bruder ist der ebenfalls als Bogenschütze erfolgreiche Kyösti Laasonen.